# 原摂祐
原 摂祐（はら かねすけ、1885年～1962年）は、日本の菌類学者・植物病理学者・昆虫学者。

## 略歴
岐阜県恵那郡川上村（現在の中津川市川上）の生まれ。
岐阜農学校、名和昆虫研究所を経て東京大学助手に就任。1881年から1921年までは同大学で昆虫学の講義を担当した。
その後1930年、岐阜県の農薬会社に就職した。
1927年に、白井光太郎が出版した日本最初の菌類目録である『日本産菌類目録』を改訂し、さらに1954年には、再度改訂した目録を自費出版し、約7,300種の菌類目録を発行した。これは2010年に勝本謙によって『日本産菌類集覧』が発行されるまで、最も多くの日本産菌類を網羅した目録であった。
1962年に死去。

## 人物
原は独学で英語、ドイツ語、フランス語、イタリア語、ラテン語を習得していた。南方熊楠はそのような原の才能を認め、研究を支援しようと助力していた。しかし原は南方に「小生よりもまだ世の中のことに疎い人」と評されるほどの世間知らずであったために、十分な資金援助を受けることができなかったとされている。

## 著書
- 『果樹病害論』（1916年、日本柑橘会）
- 『実用作物病理学』（1925年、養賢堂）
- 『実験活用病虫害宝典』（1926年、養賢堂） - 1949、1950年に増補改訂版が出版。
- 白井光太郎、原摂祐改訂『日本産菌類目録』（1927年、養賢堂）
- 『日本害菌学』（1936年、養賢堂）[4]
- 『病虫害防除便覧―作物衛生十二ケ月』（1949年、東京農業大学出版部）
- 『日本産菌類目録』（1954年、日本菌類学会）